# Julia Ling
Julia Ling (chin. trad. 林小微, chin. upr. 林小微, pinyin Lín Xiǎowēi) (ur. 14 lutego 1983 w Temple City w Kalifornii) – amerykańska aktorka chińskiego pochodzenia.

## Życiorys
Ling urodziła się w Temple City w Kalifornii. Jej imię urodzenia brzmiało Lin Xiaowei, co oznacza mały kwiatek, który kwitnie we wczesnych godzinach porannych. Jej dziadkowie pochodzący z Chin uciekli do Kambodży podczas drugiej wojny chińsko-japońskiej. Rodzice Ling dorastali w Kambodży, a później wyemigrowali do Stanów Zjednoczonych, na krótko przed jej urodzeniem.
W wieku 6 lat Ling zdobyła nagrodę „Best Storyteller Award” przyznawaną przez Chinese World News za opowiadanie historii. Grafika Ling pojawiła się na pierwszej stronie Pasadena Star News oraz w magazynach i na festiwalach. W wieku 9 lat Ling wykonywała wielokrotnie nagradzane tańce solowe w całej Kalifornii, a jej taniec parasolowy został wyemitowany w krajowej telewizji. W wieku szesnastu lat została wysłana jako finalistka konkursu „Miss Teen America Pageant Contest”. W 1997 roku została uhonorowana za pracę społeczną w miejscowym szpitalu.
W Temple City High School jako uczony sportowiec Ling rywalizowała w tańcu, tenisie i pływaniu. W liceum była przewodniczącą kilku stowarzyszeń szkolnych, takich jak „Klub Niemiecki”, „Stowarzyszenie Honor National”, „Klub Amnesty”, „Klub Literatury” i „Klub Chiński”.
Na Uniwersytecie Kalifornijskim w Los Angeles Ling ukończyła biomedyczną inżynierię chemiczną.

### Kariera

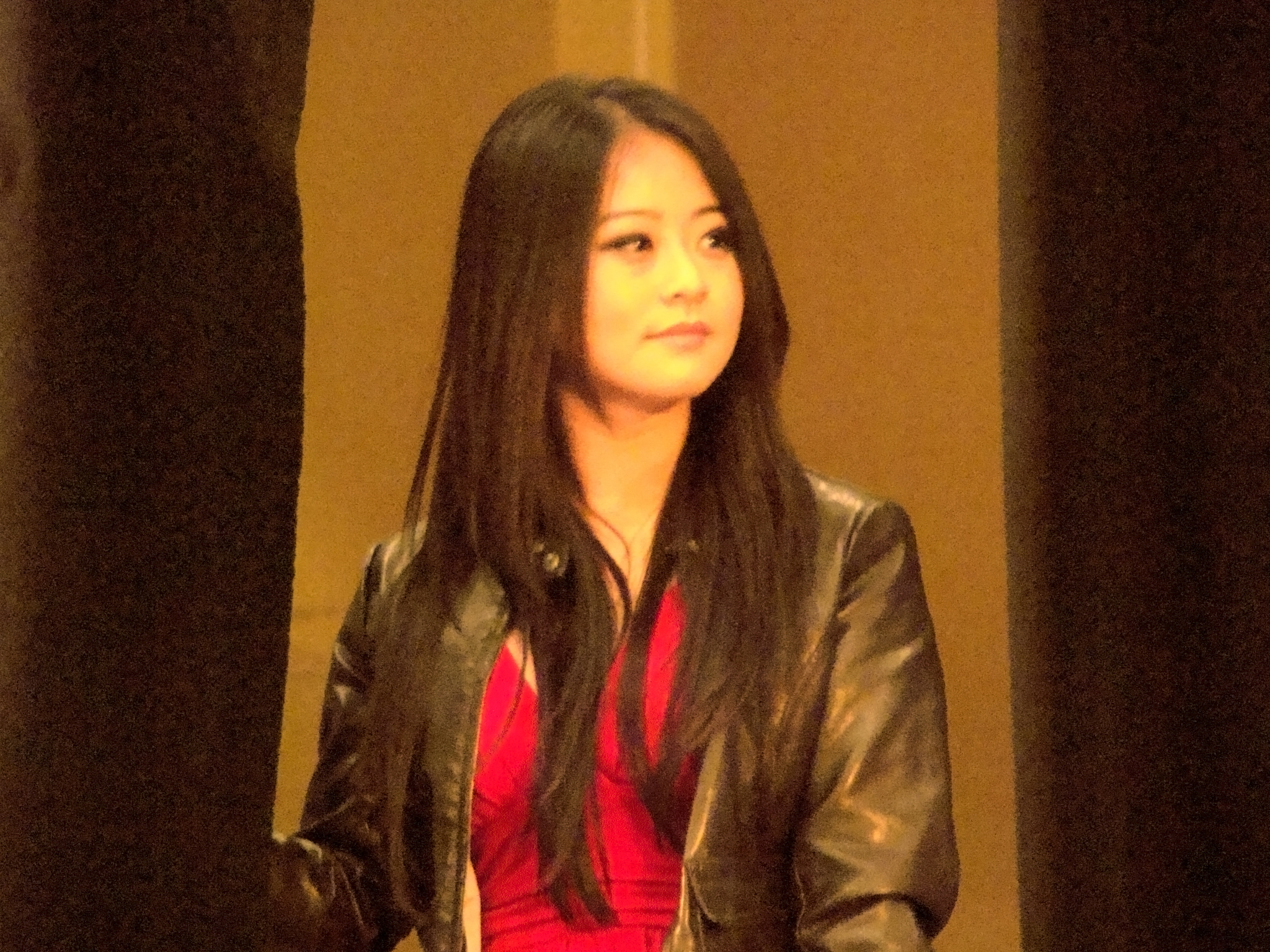
Julia Ling (2010)

Ling zadebiutowała w telewizji w 2003 roku w Buffy: Postrach wampirów, a później zagrała w powracającej roli Kim Tao w programie NBC Studio 60. Grała Annę Wu w Chucku NBC przez 3 sezony. Jej innymi głównymi gośćmi i powtarzającymi się rolami w telewizji są występy w Dr House, Ostry dyżur, Chirurdzy, Życie na fali i The Deep End.
W 2007 roku Ling brała udział w zawodach sztuk walki „Jackie Chan Disciples”. Została wybrana jako „Top Four Finalist” reprezentująca USA na międzynarodowym turnieju finalistów w Chinach. Za swoją kreację otrzymała także nagrodę „Best Acting Award”. Nie mogła konkurować w Chinach z powodu swojej roli w Chucku.
W 2008 roku Ling wyraziła i nakręciła swój pierwszy serial akcji na żywo w grze wideo Command & Conquer: Red Alert 3 – Powstanie. W 2020 roku Ling pojawił się jako gość w Studio 60 w odcinku The George Lucas Talk Show podczas maratonu Sunset Strip.

## Filmografia

### Film
| Rok  | Tytuł                                 | Rola                          | Uwagi            |
| ---- | ------------------------------------- | ----------------------------- | ---------------- |
| 2004 | Educating Lewis                       | Julia                         | film telewizyjny |
| 2005 | We All Fall Down                      | Uczennica                     | krótki film      |
| 2005 | Zgadnij kto                           | Kierowca wyścigowy            | Niewymieniony    |
| 2005 | Wyznania gejszy                       | Tancerka festiwalu wiosennego | Niewymieniony    |
| 2006 | Undoing                               | Linda                         |                  |
| 2009 | Angus Petfarkin Pants His Masterpiece | Epsilon                       |                  |
| 2010 | Szkoła na haju                        | Charlyne Phuc                 |                  |
| 2010 | Cinder                                | Mei                           | krótki film      |
| 2010 | Love Sick Diaries                     | Dziewczyna origami            |                  |
| 2011 | Halloween Knight                      | Val                           | krótki film      |
| 2013 | Dynamite Swine                        | Lulu                          |                  |

### Telewizja
| Rok       | Tytuł                         | Rola                    | Uwagi                                                     |
| --------- | ----------------------------- | ----------------------- | --------------------------------------------------------- |
| 2003      | Buffy: Postrach wampirów      | Power Potential#2       | odcinek Chosen                                            |
| 2006-2007 | Ostry dyżur                   | Michelle / Mae Lee Park | 6 odcinki                                                 |
| 2006      | Dr House                      | Anne Ling               | odcinek Sleeping Dogs Lie                                 |
| 2006-2007 | Studio 60                     | Kim Tao                 | 5 odcinki                                                 |
| 2007      | Życie na fali                 | Lucy                    | odcinek The Dream Lover                                   |
| 2007–2010 | Chuck                         | Anna Wu                 | 22 odcinki                                                |
| 2007      | Chirurdzy                     | Emma Rachel Lane        | odcinek Forever Young                                     |
| 2010      | The Deep End                  | Mei Brundage            | odcinek To Have and to Hold                               |
| 2011      | Jak ja nie znoszę mojej córki | Jane                    | odcinek Pilot                                             |
| 2020      | The George Lucas Talk Show    | się                     | Stu-D2 1138 on the Binary Sunset Sith (Studio 60 maraton) |

### Gry wideo
| Rok  | Tytuł                                      | Rola  | Uwagi |
| ---- | ------------------------------------------ | ----- | ----- |
| 2010 | Command & Conquer: Red Alert 3 – Powstanie | Izumi |       |